# Piconet
Piconet je ad hoc počítačová síť zařízení používajících technologii Bluetooth k tomu, aby se jedno hlavní zařízení mohlo spojit s až sedmi vedlejšími zařízeními (důvodem je tříbitová MAC adresa…). Až 255 dalších vedlejších zařízení může být neaktivních nebo vyčkávajících, až je hlavní zařízení vyzve ke komunikaci.